# Шлях до зірок (фільм, 1957)
«Шлях до зіро́к» — радянський науково-фантастичний фільм 1957 року. Режисер — Павло Клушанцев. Поєднує в собі елементи науково-фантастичного ігрового кіно і науково-популярного фільму .

## Сюжет
У фільмі наводиться опис теорії К. Е. Ціолковського, коротко розповідається про його життя та наукову діяльність. У популярному вигляді описуються закони балістики. Наочно показуються принципи космічних польотів.
У формі ігрового кіно показаний перший у світі політ людини в космос (за 4 роки до польоту Ю. О. Гагаріна). А також перший політ людини на Місяць (за 12 років до польоту Аполлона-11).

## У ролях
- Георгій Соловйов — Костянтин Ціолковський

## Знімальна група
- Автор сценарію — Борис Ляпунов, Василь Соловйов.
- Режисер — Павло Клушанцев.
- Оператор — Михайло Гальпер.
- Композитор — С. Шатирян.
- Художник — Михайло Цибасов.
- Звукооператор — Р. П. Левітіна.
- Оператори комбінованих зйомок: А. В. Лаврентьєв і А. М. Романенко.
- Художник комбінованих зйомок: В. Шовків

## Художні особливості
З точки зору технічної думки фільм застарів, тому що показані в ньому технічні аспекти не підтвердилися часом. Але з точки зору кіномистецтва фільм набагато випереджає свій час, показуючи чудові для того часу спецефекти. Ймовірно, деякі західні фільми запозичили кінематографічні прийоми з фільму «Дорога до зірок». Так, зокрема, Павло Клушанцев показав висадку на Місяць і космічну станцію з центрифугою за 11 років до знаменитого фільму Стенлі Кубрика «Космічна одіссея 2001 року» (1968).
Варто відзначити, що фільм загалом був знятий і до запуску першого Супутника. Лише в останній момент перед випуском дозняти відповідні кадри (натурні зйомки зроблені влітку на Ялтинській кіностудії), супутник запущений в жовтні 1957 року, і фільм вийшов у 1957 році.
Сам по собі фільм, крім усього іншого, зазвичай оцінюється як оптимістичний і несе позитивний настрій. При цьому головною його метою є популяризація науки.

## Нагороди
Міжнародна премія. Белград, 1958 р.